# Portland Timbers (1975–1982)
O Portland Timbers original foi um clube profissional de futebol americano baseado em Portland, Oregon, que competiu na North American Soccer League (NASL) original de 1975 a 1982. O nome já foi usado por outras três franquias de futebol: o Timbers da WSA / APSL, o Portland Timbers da USL e a equipe atual que começou a jogar como parte da Major League Soccer em 2011.

## História
Em janeiro de 1975, a NASL concedeu uma franquia de expansão para Portland, Oregon . O nome foi selecionado em 8 de março de 1975, com mais de 3.000 inscrições em um concurso aberto. Eles começaram a jogar na temporada de 1975 e terminaram o ano com o melhor recorde da liga. Eles avançaram no campeonato até chegarem no Soccer Bowl de 1975 . Lá, eles perderam para outra equipe de expansão, o Tampa Bay Rowdies por 2-0. Foi durante esta temporada que os Timbers encantou a cidade e Portland ficou conhecido como "Soccer City USA". Enquanto os Timbers se gabavam de alguns dos melhores torcedores da liga, eles às vezes lutavam no campo. Depois de um começo tão forte, eles perderam os playoffs em 1976 e 1977. Em 1978, eles foram para as Finais da Conferência antes de caírem para o eventual campeão Cosmos . A equipe fechou as portas no final da temporada de 1982, com os salários dos jogadores superando a receita da equipe. Os Timbers estabeleceram o futebol como o principal esporte na área da grande Portland. Seu legado permanece no atual Portland Timbers, que disputa a Major League Soccer, e nos muitos milhares que continuam a jogar e seguir o jogo.

## Honras
| NASL Championships - 1975 -vice-campeão NASL Regular Seasons - 1975 Títulos de divisão - 1975 Divisão Oeste U.S. Soccer Hall of Fame - 2015 Glenn Myernick Canadian Soccer Hall of Fame - 2002 Dale Mitchell - 2005 Garry Ayre Indoor Soccer Hall of Fame - 2014 Dale Mitchell | All-Star First Team Selections - 1982 Cho Young-Jeung All-Star Second Team Selections - 1975 Barry Powell - 1975 Peter Withe All-Star Honorable Mentions - 1975 Graham Day - 1977 Graham Day - 1978 Clyde Best Números Aposentados - 3 – Clive Charles, Zagueiro, 1978–81 |